# Ла-Эсперанса (Северный Сантандер)
Ла-Эсперанса (исп. La Esperanza) — город и муниципалитет в северо-восточной части Колумбии, на территории департамента Северный Сантандер. Входит в состав Западного субрегиона.

## История
Поселение, из которого позднее вырос город, было основано 17 декабря 1811 года Антонио Хосе дель Ринконом. Муниципалитет Ла-Эсперанса был выделен в отдельную административную единицу в 1950 году.

## Географическое положение

Муниципалитет Ла-Эсперанса

Город расположен в западной части департамента, в предгорьях Восточной Кордильеры, на расстоянии приблизительно 90 километров к юго-западу от города Кукута, административного центра департамента. Абсолютная высота — 266 метров над уровнем моря.
Муниципалитет Ла-Эсперанса граничит на севере с территорией муниципалитета Абрего, на востоке — с муниципалитетом Качира, на юге — с территорией департамента Сантандер, на северо-западе — с территорией департамента Сесар. Площадь муниципалитета составляет 695,8 км².

## Население
По данным Национального административного департамента статистики Колумбии, совокупная численность населения города и муниципалитета в 2015 году составляла 12 012 человек.
Динамика численности населения муниципалитета по годам:
| 2005   | 2006   | 2007   | 2008   | 2009   | 2010   | 2011   | 2012   | 2013   | 2014   | 2015   |
| ------ | ------ | ------ | ------ | ------ | ------ | ------ | ------ | ------ | ------ | ------ |
| 10 953 | 11 061 | 11 163 | 11 269 | 11 371 | 11 461 | 11 566 | 11 674 | 11 790 | 11 898 | 12 012 |

Согласно данным переписи 2005 года мужчины составляли 53,6 % от населения Ла-Эсперансы, женщины — соответственно 46,4 %. В расовом отношении белые и метисы составляли 81,1 % от населения города; негры, мулаты и райсальцы — 18,9 %.
Уровень грамотности среди всего населения составлял 71,8 %.

## Экономика
Основу экономики Ла-Эсперансы составляют сельское хозяйство и нефтедобыча.
66,7 % от общего числа городских и муниципальных предприятий составляют предприятия торговой сферы, 27,2 % — предприятия сферы обслуживания, 4,9 % — промышленные предприятия, 1,2 % — предприятия иных отраслей экономики.

## Транспорт
Через город проходит национальное шоссе № 45 А (исп. Ruta Nacional 45 А).